# 원상 (관직)
원상(院相)은 조선 시대의 임시 관직이다. 즉위한 국왕이 너무 어리거나, 유고 등으로 직무를 제대로 이행할 수 없을 때 재상들이 왕을 보좌하여 국정을 돌본 것에서 유래되었다.

## 내력
국정 능력이 부족한 국왕을 보좌하여 국정을 처리하는 정치 형태는 원상이라는 관직이 확립되기 이전부터 존재했는데 문종의 유명으로 단종을 보필한 김종서(金宗瑞)의 고명대신(顧命大臣)이 대표적인 예이다. 이후 예종 때인 1467년에 대왕대비 윤씨(정희왕후)가 신숙주와 한명회 등을 원상으로 임명하여 번갈아 승정원에서 모든 정무를 처결하도록 하면서 정식으로 원상제가 확립되었다. 이후 원상제는 조선 왕조를 통틀어 대부분의 국왕 때에 시행되었으나 인원은 갈수록 줄어들어 중기 이후에는 영의정과 좌의정, 우의정을 원상으로 하거나 단독으로 원상을 맡는 것이 관례가 되었다.

## 대표적인 원상들
- 예종 때 : 신숙주, 한명회, 구치관, 박원형, 최항, 홍윤성, 조석문, 김질, 김국광[1]
- 성종 때 : 정인지, 신숙주, 구치관, 심회, 최항, 조석문, 윤사분, 윤자운, 김국광[2]
- 명종 때 : 윤인경, 유관, 성세창, 이언적
- 선조 때 : 이준경, 오겸, 홍섬[3]
- 현종 때 : 정태화, 심지원[4]
- 숙종 때 : 허적[5]
- 순조 때 : 심환지[6]
- 헌종 때 : 심상규[7]
- 철종 때 : 권돈인[8]

## 같이 보기
고명대신